# Grupo de Forcados Amadores de Alcochete
O Grupo de Forcados Amadores de Alcochete é um grupo de forcados fundado a 24 de Junho de 1971, numa reunião efetuada no Moinho de Vento no Canto do Pinheiro, em Alcochete. 
Estiveram presentes nessa reunião os forcados João Perinhas Mimo (cabo fundador), Gregório Bolota, José Barrinha da Cruz, Francisco Sequeira, Aníbal Pinto, Alberto Silva, José Pinto, Estêvão Augusto de Oliveira, Filipe Sequeira, Manuel Pinto, Augusto Henrique de Oliveira, António José Pinto, João Rei, João Barata da Silva e Manuel Jorge Marques aos quais se juntaram os amigos Victor Manuel Nunes Marques, António Seabra da Cruz, António Faria dos Santos, Francisco da Costa Salvação, Paulo Penim e Joaquim da Costa Godinho . 
O Grupo de Forcados Amadores de Alcochete é um dos mais prestigiados Grupos de Forcados em Portugal e um dos que mais atua nas arenas portuguesas e internacionais. 

### Os primeiros anos de Grupo
O Grupo de Forcados Amadores de Alcochete, chefiado pelo Cabo Fundador João Perinhas Mimo, apresentou-se pela primeira vez, no dia 21 de agosto de 1971, na Praça de Toiros Amadeu Augusto dos Santos, no Montijo, perante 6 toiros da ganadaria Rio Frio.
De João Perinhas Mimo, enquanto cabo e enquanto homem, destaca-se o seu forte poder de organização, capacidade de liderança, flexibilidade e sensibilidade para lidar com tão ingrata tarefa de conduzir um novo Grupo de Forcados. Comandou até Abril de 1984, ano em que se despede, em Alcochete, perante toiros de Paulo Caetano. Após catorze épocas de chefia sábia e humanista, entrega, ao seu sucessor, um Grupo bem consolidado, prestigiado e com os seus princípios bem definidos.

### Entre a glória e a tragédia
António Manuel Cardoso "Nené" foi o forcado eleito para comandar o Grupo entre 1984 e 1995. É sob a sua responsabilidade que, nesta década, o Grupo não só atinge o topo da Tauromaquia Nacional, como a tragédia lhe bate à porta. A morte repentina, e em tão pouco tempo, de dois jovens forcados na posse de todas as faculdades físicas e técnicas para pegar toiros, deixou o Grupo chocado e abalado durante muito tempo. Primeiro Hélder Antoño, com 21 anos de idade, que faleceu na "córnea" do toiro Farrusco, com o nº3 e 585kg da ganadaria D. Mariana Passanha, numa Corrida no Domingo de Ramos, na Praça de Toiros de Alcochete, a dia 27 de Março de 1988, e um ano depois Luís Manuel Pinto "Nini", também com 21 anos de idade, no dia 3 de Dezembro de 1989, vítima de um acidente de carro.
Nestes momentos duros, difíceis e dolorosos, emergiu um enorme sentido de unidade entre todos os forcados do Grupo de Alcochete que, de forma conjunta, fez com que fosse possível ultrapassar esta fase mais crítica. De realçar também a solidariedade de todos os outros Grupos, que acabou por espelhar os valores e os princípios pelos quais um Grupo de Forcados se guia, cada vez mais omissos na sociedade atual.
A força, a camaradagem e a união fizeram com que este período difícil fosse ultrapassado, com muito sofrimento é certo, mas vencido e com a certeza de ter tornado o Grupo mais forte perante qualquer adversidade. António Manuel Cardoso retira-se a 31 de Agosto de 1995, na Praça de Toiros do Campo Pequeno, perante Toiros de António Coelho Charrua.

### Final dos anos 90 e início do milénio
Sucede-lhe João Pedro Bolota. Forcado de eleição, de vida dedicada à arte de pegar toiros e ao seu Grupo, este cabo mantém o Grupo, durante o seu comando, na senda dos antecessores com atuações de grande mérito e presenças assíduas nas melhores feiras taurinas, permitindo ao Grupo continuar a figurar no escalafón dos “Românticos” da Festa Brava.
A 1 de Julho de 2007, em Alcochete, e perante um Curro de Toiros da ganadaria Pinto Barreiros, João Pedro Bolota despe a “jaqueta das ramagens”, após uma carreira de 33 anos de forcado, dos quais 12 como cabo, e entrega o comando ao seu sucessor, Vasco Pinto. 

### Consolidação e adaptação ao séc. XXI
Empenhado, orgulhoso da Terra e do seu Grupo, Vasco Pinto empregou-se durante 9 anos numa liderança de mobilização e congregação da família do Grupo de Forcados Amadores de Alcochete, emprestando-lhe uma visão moderna, atual e ativa, tal como os "tempos" exigiam. Também durante o seu comando, o Grupo liderou, por vários anos, o escalafón nacional, enquanto Grupo de Forcados que mais atuava em Portugal. Foi ainda nos anos de chefia de Vasco Pinto que se "abriram" as portas do México, em 2011, com a atuação do Grupo na cidade mexicana de Mazatlán.
Notabilizando-se como um dos melhores forcados da sua geração e como um grande condutor de homens, Vasco Pinto, despede-se das arenas, ao final de 18 anos de forcado, na Corrida Comemorativa do 45º Aniversário do Grupo, no dia 17 de Junho de 2016, reunindo em sua volta mais de 100 forcados fardados, entre antigos e atuais, entregando a liderança a Nuno Santana.

### Nos dias de hoje
No dia 31 de Março de 2016, Nuno Santana foi eleito como novo Cabo, sucedendo a seu primo Vasco Pinto. Nuno Santana, assumiu a chefia do Grupo na corrida comemorativa do 45º aniversário da sua fundação, a 17 de Junho do mesmo ano, realizada na Praça de Toiros de Alcochete.
Forcado experiente e de vida dedicada aos Forcados Amadores de Alcochete, Nuno Santana tem dado continuidade a uma liderança de proximidade e coesão entre todos os elementos do Grupo. Ao longo do seu curto trajeto como cabo já teve de lidar com a difícil situação de perda de um forcado, Fernando Quintella, em consequência de uma colhida na Praça de Toiros da Moita, na noite de 15 de Setembro de 2017, ao tentar pegar um toiro da ganadaria Prudêncio, com o nome Fogareiro e com 530kg. A tragédia voltou, desta forma, a bater às portas do Grupo de Alcochete, na qual foi essencial, à semelhança do passado, a união, a fé e o companheirismo interno para ultrapassar esse difícil momento com sucesso. Também nesta altura houve, mais uma vez, uma grande onda de solidariedade e apoio transmitida pelos restantes Grupos de Forcados.
Conhecedor do ADN do Grupo, Nuno Santana tem transmitido aos mais novos a difícil missão de representar o Grupo de Forcados Amadores de Alcochete.

## Presença Internacional
Para além de atuações em todo o País e Regiões Autónomas (Açores e Madeira), o Grupo de Forcados Amadores de Alcochete conta, no seu Historial, com presenças em Espanha, França, México, Canadá e Estados Unidos da América. 
Em Espanha já atuou em Praças de Toiros como as de Ronda, Saragoça, Jerez de la Frontera, Huelva, Mérida, Zafra, Espartinas, entre outras. 
Em França, o Grupo conta com atuações nas principais feiras do país: Avignon, Biarritz, Mont-de-Marsan, Coliseu de Nimes, Béziers, Bayonne, Beaucaire, Saintes-Maries-de-la-Mer, entre outras.
No México, marcou presença na Cidade do México (capital do país), Mazatlán e Tlaltenango. 
No continente norte-americano, o Grupo atuou ainda na Califórnia (Estados Unidos da América) e Canadá.
De destacar a presença na 1ª Corrida "Goyesca"  com Forcados, aquando da celebração do 200.º aniversário da Praça de Toiros de Ronda, realizada a 7 de Setembro de 1985, no qual foram pegados dois toiros em pontas, da ganadaria D. Belen Ordoñez, por Hélder Antoño e José Luís Batista, e a presença na maior Praça de Toiros do Mundo, a Plaza México (com capacidade para cerca de 40 mil pessoas), no dia 1 de Janeiro de 2018, tendo sido pegados três toiros em pontas, da ganadaria San Marcos, por Nuno Santana, Manuel Pinto e Pedro Gil Bicker. Foi a 1ª vez na História que um Grupo de Forcados pegou três toiros na Plaza México. De realçar ainda as atuações do Grupo durante 12 anos consecutivos na Feira Taurina de Mont-de-Marsan (1999-2011), a ida ao Canadá pela primeira vez, no ano de 2015, e a presença naquela que foi a 1ª Corrida de Gala à Antiga Portuguesa em Espanha, a ter lugar em Mérida, no dia 1 de Setembro de 2017. A 7 de Maio de 2023, tornou-se no primeiro Grupo de Forcados a pisar a arena de Jerez de la Frontera, por ocasião da conhecida Feria del Caballo. 

## Cabos
1. João Perinhas Mimo (1971–1984)
2. António Manuel Cardoso (1984–1995)
3. João Pedro Bolota (1995–2007)
4. Vasco Pinto (2007–2016)
5. Nuno Santana (2016–presente)